# 34e regering van Israël
De 34e regering (ook bekend als het kabinet–Netanyahu IV) was de uitvoerende macht van de Staat Israël van 14 mei 2015 tot 17 mei 2020. Premier Benjamin Netanyahu (Likoed) stond aan het hoofd van een coalitie van Likoed, Kulanu, Het Joodse Huis, Tkoema, Shas, Yisrael Beiteinu, het Verenigd Thora-Jodendom en Nieuw Rechts.

## Totstandkoming en karakter
Nadat Likoed de verkiezingen in maart 2015 had gewonnen, nam Likoedleider Netanyahu onmiddellijk het voortouw om een nieuwe rechtse regering te vormen. De coalitievorming verliep ongemakkelijk omdat er veel partijen nodig waren om aan een meerderheid in het parlement te komen en vanwege de veelheid aan denkbeelden. Jisrael Beeténoe, waarmee Likoed tijdens de vorige kabinetsperiode nog een gezamenlijke lijst had gevormd, leek ook ditmaal van de partij te zijn maar zag op het laatste moment van regeringsdeelname af vanwege bepaalde eisen van de religieuze partijen. Het zeer nationalistische Het Joodse Huis, die ook aan de vorige regering had deelgenomen, was ook nu weer een vanzelfsprekende en noodzakelijke coalitiegenoot. Bennett, de leider van Het Joodse Huis, wist dit goed uit te buiten door tal van punten gerealiseerd te krijgen en belangrijke ministersposten binnen te slepen, zoals die van Justitie en Landbouw. Voorts wist Netanyahu Kulanu over te halen mee te doen. De partij van Kahlon is een afsplitsing van Likoed en richt zich met name op de sociaaleconomische problematiek. In het nieuwe kabinet heeft Kahlon dan ook de ministersportefeuille van Financiën gekregen. Omdat linkse(re) en Arabische partijen geen optie waren, moest Netanyahu ook de religieuze partijen binnen boord zien te krijgen, hetgeen lukte. Shas wist daarbij te bedingen dat er meer gedaan zou worden voor haar - over het algemeen minder draagkrachtige - aanhangers en Verenigd Thora-Jodendom dat haar studenten aan de jesjiva's vrijgesteld zouden blijven van de militaire dienstplicht.
Op 14 mei 2015 werd het kabinet ingezworen. Onder leiding van premier Benjamin Netanyahu (Likoed) bestond deze regering aanvankelijk uit de volgende vijf partijen: Likoed, Kulanu, Het Joodse Huis, Shas en Verenigd Thora-Jodendom. Op 25 mei 2016 zijn dit er zes geworden door de toetreding van Jisrael Beeténoe. Op 15 november 2018 stapte Jisrael Beeténoe weer uit de regering nadat Netanyahu een wapenstilstand voor de Gazastrook had gesloten, wat Avigdor Lieberman een capitulatie voor de terreur noemde. De regering draagt een rechtse signatuur met een aanzienlijke religieuze inbreng en beschikte tot bovenstaande datum en na 15 november 2018 over de meest minimale meerderheid in het parlement, namelijk 61 van de 120 te vergeven zetels in de 20e Knesset maar sindsdien over 66 zetels. Het is het vierde kabinet op rij van premier Netanyahu, die sinds 2009 aan de macht is (het kabinet-Netanyahu II duurde van 2009 tot 2013 en het kabinet-Netanyahu III van 2013 tot 2015).
Het kabinet ving aan met 27 bewindslieden: 20 ministers en 7 viceministers. Vanwege tussentijdse wijzigingen bestaat het kabinet begin 2017 uit 30 leden, te weten 21 ministers en 9 viceministers. Vijf bewindslieden zijn vrouw, te weten vier ministers en een viceminister (in het vorige kabinet waren er zes vrouwelijke bewindspersonen) en eveneens zijn vier bewindslieden rabbijn.
In het kabinet heeft Netanyahu zelf nogal wat hooi op de vork genomen. Zo is hij niet alleen premier maar ook minister van Communicatie, Buitenlandse Zaken, Regionale Samenwerking en Volksgezondheid, hetgeen betekent dat de diverse staatssecretarissen op deze beleidsterreinen het nodige voor hun rekening zullen moeten nemen. Zo zal Likoedpolitica Hotovely als staatssecretaris voor buitenlandse zaken vaak als een soort informele minister van Buitenlandse Zaken fungeren. Hotovely staat bekend om haar uitgesproken nationalistische standpunten en is fel gekant tegen de vorming van een onafhankelijke Palestijnse staat.
Soortgelijke denkbeelden worden gehuldigd door Shaked van Het Joodse Huis, de nieuwe minister van Justitie. Zij wil zelfs de macht van het Hooggerechtshof inperken zodat deze minder goed in staat zal zijn om wetten tegen te houden. Het ministerie van Landbouw is ook aan Het Joodse Huis toegevallen; havik Ariel gaat deze bezetten. Dit ministerie is vooral zo belangrijk omdat ook de Joodse nederzettingen op de Westelijke Jordaanoever daaronder vallen.
Op 6 mei presenteerde Netanyahu zijn kabinet aan de Knesset. Dankzij de - minieme - meerderheid van zijn coalitie in het parlement kreeg zijn regering het groene licht.
Het zeer nationalistische karakter van het kabinet-Netanyahu IV is niet goed gevallen bij bondgenoot de Verenigde Staten en de Europese Unie. Alhoewel Netanyahu tijdens de presentatie in het parlement formeel verklaarde het vredesproces met de Palestijnen te willen continueren wordt dit niet alleen van Arabische zijde niet serieus genomen maar stuit dit ook in de westerse wereld op gefronste wenkbrauwen. Israël loopt met dit kabinet het risico met tal van negatieve maatregelen geconfronteerd te worden, zoals bijvoorbeeld een gedeeltelijke economische boycot, uitsluiting van internationale voetbalwedstrijden en aanklachten vanwege vermeende oorlogsmisdaden. Hierbij wordt wel de vergelijking gemaakt met het Zuid-Afrika ten tijde van de Apartheid, toen dat land als gevolg van zijn rassenbeleid ook uit vele internationale organisaties werd verbannen.
Netanyahu zou graag alsnog meer partijen in zijn regering willen opnemen, zowel om getalsmatig sterker in de Knesset te staan als om internationaal meer aanvaardbaar te zijn, maar daar hebben deze vanwege het rechts-nationalistische karakter van zijn regering geen trek in. Zo gaf Herzog, de voorman van de tweede partij van het land (de Zionistische Unie), aan onder geen beding te willen aanschuiven.
Op 27 augustus 2015 maakte Yaakov Litzman bekend dat hij toestemming had gekregen van de Raad van Thora-wijzen (Moetzes Gedolei HaTorah) van Agudas Yisrael (Agoedat Jisrael) om officieel minister van Volksgezondheid te worden en dat hij Netanyahu's verzoek om verder te gaan als minister accepteerde. Het Israëlische Hoge Gerechtshof had op 23 augustus besloten dat een ministerie niet door een viceminister geleid mag worden. Tot nog toe was Netanyahu formeel minister van Volksgezondheid, terwijl Yaakov Litzman als viceminister feitelijk aan het hoofd van het ministerie van Volksgezondheid stond. Yair Lapid van Yesh Atid vond dat er een volwaardige minister aan het hoofd van het ministerie van Volksgezondheid moest staan en had de zaak voor het Hoge Gerechtshof gebracht. Het Hoge Gerechtshof oordeelde dat Netanyahu als minister-president geen minister van andere ministeries kan zijn. De Knesset heeft het wettelijk toegestane maximum aantal ministers daarvoor ook verhoogd. Yaakov Litzman zelf vindt dat er niet veel verandert, behalve dat zijn salaris iets omhoog gaat.
Danny Danon (Likoed) werd in augustus 2015 ambassadeur bij de Verenigde Naties. Minister zonder Portefeuille Ofir Akunis (Likoed) volgde hem op 2 september 2015 op als minister van Wetenschap, Technologie en Ruimte.

### Uitbreiding van de coalitie
Op 18 mei 2016 werd bekend dat Netanyahu een overeenkomst met Jisrael Beeténoe had gesloten om de coalitie uit te breiden. Avigdor Lieberman van Jisrael Beeténoe zou minister van Defensie worden en verder zou Jisrael Beeténoe het ministerie van Immigratie krijgen. Op 20 mei 1016 nam Moshe Ya'alon ontslag als minister van Defensie en lid van de Knesset. Hij zei in een persverklaring niet genoeg vertrouwen in Netanyahu te hebben. Op 25 mei vond de ondertekening van de toetreding van Jisrael Beeténoe tot de regering plaats. Naftali Bennett (Het Joodse Huis) stelde als voorwaarde voor de toetreding van Jisraël Beitenu dat er militaire attachés bij het veiligheidskabinet zouden komen. Deze eis werd ingewilligd. Op 30 mei ging de Knesset akkoord met Lieberman als minister van Defensie en partijgenote Sofa Landver als minister van Immigratieopname. Tevens werd Tzachi Hanegbi van Likoed minister zonder portefeuille belast met buitenlandse- en defensiekwesties.
Er hadden in mei 2016 en daarvoor ook coalitiebesprekingen van de Likoed met de Zionistische Unie (ZU) plaatsgevonden, maar die hadden niet tot een overeenkomst geleid. Yitzhak Herzog (Zionistische Unie) verweet in een speech op 17 mei 2016 Shelly Yachimovich dat deze onderhandelingen waren mislukt en zei dat Lieberman door toedoen van Shelly Yachimovich tot minister van Defensie was gemaakt. Yachimovich schreef in een reactie dat ze niet had ingestemd met de toetreding van de ZU tot de regering en geen regeringspost had willen aanvaarden. Benjamin Netanyahu zei dat de deur voor de Zionistische Unie toch open blijft en hij houdt de portefeuille Buitenlandse Zaken en andere portefeuilles daarvoor gereserveerd. Voor Yitzhak Herzog zijn de gesprekken over toetreding tot coalitie Netanyahu-IV nu afgesloten en wil de Zionistische Unie niet toetreden om er geen legitimiteit aan te geven, aangezien ze de ingeslagen weg verkeerd vindt. In het geval dat het Joodse Huis de regering zou verlaten zou de ZU wel de optie overwegen om toe te treden. Moshe Kahlon van Kulanu is van mening dat de ZU en het Joodse Huis best samen in de coalitie kunnen zitten.
Op 24 december 2018 besloot de regering tot vervroegde verkiezingen op 9 april 2019, omdat een wetsvoorstel dat de dienstplicht voor charedische joden zou regelen geen meerderheid in de Knesset kreeg.

## Deelnemende partijen
| Partijen                                                  | Positie                             | Kabinets- leden | Ministers | Vice- ministers | Knesset- zetels | Politieke leiders           |
| --------------------------------------------------------- | ----------------------------------- | --------------- | --------- | --------------- | --------------- | --------------------------- |
| Likoed (Eenheid)                                          | (centrum)rechts                     | 15              | 11        | 4               | 30              | Benjamin Netanyahu          |
| Kulanu (Ons Allemaal)                                     | centrum(rechts)                     | 2               | 2         | 0               | 10              | Moshe Kahlon                |
| HaBajiet HaJehoedie (Het Joodse Huis)                     | (radicaal)rechts                    | 4               | 3         | 1               | 8               | Naftali Bennett             |
| Shas (Sefardische Bewakers (van de Thora))                | religieus (Sefardisch-charedisch)   | 4               | 2         | 2               | 7               | Aryeh Deri                  |
| Jahadoet ha-Torah ha-Meoechèdèt (Verenigd Thora-Jodendom) | religieus (Asjkenazisch-charedisch) | 2               | 1         | 1               | 6               | Yaakov Litzman, Moshe Gafni |
| Yisrael Beiteinu (Israël Ons Thuis)                       | rechts                              | 2               | 2         | 0               | 5 (6)           | Avigdor Lieberman           |
| Totaal                                                    |                                     | 29              | 21        | 8               | 66              |                             |

## Ambtsbekleders
| Ambtsbekleder                                      | Ambtsbekleder      | Ambtsbekleder                             | Functie                                            | Ambtstermijn     | Ambtstermijn     | Partij                    |
| -------------------------------------------------- | ------------------ | ----------------------------------------- | -------------------------------------------------- | ---------------- | ---------------- | ------------------------- |
|                                                    | Benjamin Netanyahu | Benjamin Netanyahu בִּנְיָמִין נְתַנְיָהוּ (1949)   | Premier                                            | 31 maart 2009    | heden            | Likoed                    |
|                                                    | Moshe Ya'alon      | Rav Aluf Moshe Ya'alon משה יעלון (1950)   | Vicepremier                                        | 14 mei 2015      | 22 mei 2016      | Likoed                    |
| Minister van Defensie                              | Moshe Ya'alon      | Rav Aluf Moshe Ya'alon משה יעלון (1950)   | 18 maart 2013                                      |                  | 22 mei 2016      | Likoed                    |
| Minister van Defensie                              |                    | Benjamin Netanyahu                        | Benjamin Netanyahu בִּנְיָמִין נְתַנְיָהוּ (1949)            | 22 mei 2016      | 30 mei 2016      | Likoed                    |
| Minister van Defensie                              |                    | Avigdor Lieberman                         | Avigdor Lieberman אֲבִיגְדוֹר לִיבֶּרְמָן (1958)            | 30 mei 2016      | 18 november 2018 | Yisrael Beiteinu          |
| Minister van Defensie                              |                    | Benjamin Netanyahu                        | Benjamin Netanyahu בִּנְיָמִין נְתַנְיָהוּ (1949)            | 18 november 2018 | 9 november 2019  | Likoed                    |
| Minister van Defensie                              |                    | Naftali Bennett                           | Naftali Bennett נפתלי בנט (1972)                   | 9 november 2019  | 17 mei 2020      | Nieuw Rechts              |
|                                                    | Silvan Shalom      | Silvan Shalom ציון סילבן (1958)           | Vicepremier                                        | 31 maart 2009    | 27 december 2015 | Likoed                    |
| Minister van Binnenlandse Zaken                    | Silvan Shalom      | Silvan Shalom ציון סילבן (1958)           | 14 mei 2015                                        |                  | 27 december 2015 | Likoed                    |
|                                                    | Benjamin Netanyahu | Benjamin Netanyahu בִּנְיָמִין נְתַנְיָהוּ (1949)   | Minister van Buitenlandse Zaken                    | 14 mei 2015      | 17 februari 2019 | Likoed                    |
|                                                    | Yisrael Katz       | Yisrael Katz יִשְׂרָאֵל כַּץ (1955)              | Minister van Buitenlandse Zaken                    | 17 februari 2019 | 17 mei 2020      | Likoed                    |
| Minister van Inlichtingenzaken                     | Yisrael Katz       | Yisrael Katz יִשְׂרָאֵל כַּץ (1955)              | 14 mei 2015                                        |                  | 17 mei 2020      | Likoed                    |
|                                                    | Benjamin Netanyahu | Benjamin Netanyahu בִּנְיָמִין נְתַנְיָהוּ (1949)   | Minister van Binnenlandse Zaken                    | 27 december 2015 | 11 januari 2016  | Likoed                    |
|                                                    | Aryeh Deri         | Aryeh Deri אריה דרעי (1959)               | Minister van Binnenlandse Zaken                    | 11 januari 2016  | heden            | Shas                      |
| Minister voor Ontwikkeling van de Negev en Galilea | Aryeh Deri         | Aryeh Deri אריה דרעי (1959)               | 14 mei 2015                                        |                  | heden            | Shas                      |
|                                                    | Moshe Kahlon       | Moshe Kahlon מֹשֶׁה כַּחְלוֹן (1960)             | Minister van Financiën                             | 14 mei 2015      | 17 mei 2020      | Kulanu (2015–19)          |
|                                                    | Moshe Kahlon       | Moshe Kahlon מֹשֶׁה כַּחְלוֹן (1960)             | Minister van Financiën                             | 14 mei 2015      | 17 mei 2020      | Likoed (2019–20)          |
|                                                    | Ayelet Shaked      | Ayelet Shaked איילת שקד (1976)            | Minister van Justitie                              | 14 mei 2015      | 1 juni 2019      | Het Joodse Huis (2015–18) |
|                                                    | Ayelet Shaked      | Ayelet Shaked איילת שקד (1976)            | Minister van Justitie                              | 14 mei 2015      | 1 juni 2019      | Nieuw Rechts (2018–19)    |
|                                                    |                    |                                           | Minister van Justitie                              | Vacant           |                  |                           |
|                                                    | Amir Ohana         | Amir Ohana אָמִיר אוֹחָנָה (1976)              | Minister van Justitie                              | 5 juni 2019      | 17 mei 2020      | Likoed                    |
|                                                    | Aryeh Deri         | Aryeh Deri אריה דרעי (1959)               | Minister van Economie                              | 14 mei 2015      | 3 november 2015  | Shas                      |
|                                                    | Benjamin Netanyahu | Benjamin Netanyahu בִּנְיָמִין נְתַנְיָהוּ (1949)   | Minister van Economie                              | 3 november 2015  | 1 augustus 2016  | Likoed                    |
|                                                    | Moshe Kahlon       | Moshe Kahlon מֹשֶׁה כַּחְלוֹן (1960)             | Minister van Economie                              | 1 augustus 2016  | 23 januari 2017  | Kulanu                    |
|                                                    | Eli Cohen          | Eli Cohen אלי כהן (1972)                  | Minister van Economie                              | 23 januari 2017  | 17 mei 2020      | Likoed                    |
|                                                    | Benjamin Netanyahu | Benjamin Netanyahu בִּנְיָמִין נְתַנְיָהוּ (1949)   | Minister van Volksgezondheid                       | 4 december 2014  | 27 augustus 2015 | Likoed                    |
|                                                    | Yaakov Litzman     | Yaakov Litzman יַעֲקֹב לִיצְמָן (1948)          | Minister van Volksgezondheid                       | 27 augustus 2015 | 28 november 2017 | Verenigd Thora-Jodendom   |
|                                                    | Benjamin Netanyahu | Benjamin Netanyahu בִּנְיָמִין נְתַנְיָהוּ (1949)   | Minister van Volksgezondheid                       | 28 november 2017 | 30 december 2019 | Likoed                    |
|                                                    | Yaakov Litzman     | Yaakov Litzman יַעֲקֹב לִיצְמָן (1948)          | Minister van Volksgezondheid                       | 30 december 2019 | 17 mei 2020      | Verenigd Thora-Jodendom   |
|                                                    | Chaim Katz         | Chaim Katz חיים כץ (1960)                 | Minister van Arbeid en Sociale Zaken               | 14 mei 2015      | 16 augustus 2019 | Likoed                    |
|                                                    |                    |                                           | Minister van Arbeid en Sociale Zaken               | Vacant           |                  |                           |
|                                                    | Ofir Akunis        | Ofir Akunis חיים כץ (1973)                | Minister van Arbeid en Sociale Zaken               | 20 januari 2020  | 17 mei 2020      | Likoed                    |
|                                                    | Naftali Bennett    | Naftali Bennett נפתלי בנט (1972)          | Minister van Onderwijs                             | 14 mei 2015      | 1 juni 2019      | Het Joodse Huis (2013–18) |
|                                                    | Naftali Bennett    | Naftali Bennett נפתלי בנט (1972)          | Minister van Onderwijs                             | 14 mei 2015      | 1 juni 2019      | Nieuw Rechts (2018–19)    |
| Minister van Diaspora Zaken                        | Naftali Bennett    | Naftali Bennett נפתלי בנט (1972)          | 30 april 2013                                      |                  | 1 juni 2019      |                           |
| Minister voor Jeruzalem- en Erfgoedzaken           | Naftali Bennett    | Naftali Bennett נפתלי בנט (1972)          | 30 april 2013                                      |                  | 1 juni 2019      |                           |
|                                                    | Benjamin Netanyahu | Benjamin Netanyahu בִּנְיָמִין נְתַנְיָהוּ (1949)   | Minister van Onderwijs                             | 1 juni 2019      | 17 juni 2019     | Likoed                    |
|                                                    | Rafi Peretz        | Tat Aluf Rafi Peretz רָפִי פֶּרֶץ (1956)       | Minister van Onderwijs                             | 17 juni 2019     | 17 mei 2020      | Het Joodse Huis           |
|                                                    | Yisrael Katz       | Yisrael Katz יִשְׂרָאֵל כַּץ (1955)              | Minister van Vervoer                               | 31 maart 2009    | 17 juni 2019     | Likoed                    |
|                                                    | Bezalel Smutrich   | Bezalel Smutrich בצלאל סמוטריץ' (1980)    | Minister van Vervoer                               | 17 juni 2019     | 17 mei 2020      | Tkoema                    |
|                                                    | Uri Ariel          | Uri Ariel אורי אריאל (1970)               | Minister van Landbouw                              | 14 mei 2015      | 15 november 2019 | Het Joodse Huis           |
|                                                    |                    |                                           | Minister van Landbouw                              | Vacant           |                  |                           |
|                                                    | Tzachi Hanegbi     | Tzachi Hanegbi צחי הנגבי (1957)           | Minister van Landbouw                              | 20 januari 2020  | 17 mei 2020      | Likoed                    |
|                                                    | Yoav Galant        | Aluf Yoav Galant יוֹאָב גָּלַנְטְ (1958)         | Minister van Huisvesting en Constructie            | 14 mei 2015      | 1 januari 2019   | Kulanu                    |
|                                                    | Ifat Shasha-Biton  | Ifat Shasha -Biton יפעת שאשא-ביטון (1973) | Minister van Huisvesting en Constructie            | 10 januari 2019  | 17 mei 2020      | Kulanu                    |
|                                                    | Yuval Steinitz     | Yuval Steinitz יובל שטייניץ (1958)        | Minister van Infrastructuur, Energie en Waterstaat | 14 mei 2015      | heden            | Likoed                    |
|                                                    | Yariv Levin        | Yariv Levin בִּנְיָמִין נְתַנְיָהוּ (1969)          | Minister van Openbare Veiligheid                   | 14 mei 2015      | 25 mei 2015      | Likoed                    |
|                                                    | Gilad Erdan        | Gilad Erdan גִּלְעָד אֶרְדָן (1970)              | Minister van Openbare Veiligheid                   | 25 mei 2015      | 17 mei 2020      | Likoed                    |
|                                                    | Ze'ev Elkin        | Ze'ev Elkin זאב אלקין (1971)              | Minister van Strategische Zaken                    | 14 mei 2015      | 25 mei 2015      | Likoed                    |
|                                                    | Gilad Erdan        | Gilad Erdan גִּלְעָד אֶרְדָן (1970)              | Minister van Strategische Zaken                    | 25 mei 2015      | 17 mei 2020      | Likoed                    |
|                                                    | Ze'ev Elkin        | Ze'ev Elkin זאב אלקין (1971)              | Minister van Immigratie                            | 14 mei 2015      | 1 augustus 2016  | Likoed                    |
|                                                    | Sofa Landver       | Sofa Landver סופה לנדבר (1949)            | Minister van Immigratie                            | 1 augustus 2016  | 18 november 2018 | Yisrael Beiteinu          |
|                                                    | Benjamin Netanyahu | Benjamin Netanyahu בִּנְיָמִין נְתַנְיָהוּ (1949)   | Minister van Immigratie                            | 18 november 2018 | 24 december 2018 | Likoed                    |
|                                                    | Yariv Levin        | Yariv Levin בִּנְיָמִין נְתַנְיָהוּ (1969)          | Minister van Immigratie                            | 24 december 2018 | 1 januari 2019   | Likoed                    |
|                                                    | Yoav Galant        | Aluf Yoav Galant יוֹאָב גָּלַנְטְ (1958)         | Minister van Immigratie                            | 1 januari 2019   | 17 mei 2020      | Likoed                    |
|                                                    | Tzipi Hotovely     | Tzipi Hotovely ציפי חוטובלי (1978)        | Minister van Diaspora Zaken                        | 1 juni 2019      | 17 mei 2020      | Likoed                    |
|                                                    | Benjamin Netanyahu | Benjamin Netanyahu בִּנְיָמִין נְתַנְיָהוּ (1949)   | Minister van Regionale Samenwerking                | 14 mei 2015      | 26 december 2016 | Likoed                    |
|                                                    | Tzachi Hanegbi     | Tzachi Hanegbi צחי הנגבי (1957)           | Minister van Regionale Samenwerking                | 26 december 2016 | 17 mei 2020      | Likoed                    |
|                                                    |                    | Danny Danon דני דנון (1971)               | Minister van Wetenschap en Technologie             | 14 mei 2015      | 27 augustus 2015 | Likoed                    |
|                                                    | Ofir Akunis        | Ofir Akunis חיים כץ (1973)                | Minister van Wetenschap en Technologie             | 27 augustus 2015 | 17 mei 2020      | Likoed                    |
|                                                    | Benjamin Netanyahu | Benjamin Netanyahu בִּנְיָמִין נְתַנְיָהוּ (1949)   | Minister van Communicatie                          | 4 november 2014  | 22 februari 2017 | Likoed                    |
|                                                    | Tzachi Hanegbi     | Tzachi Hanegbi צחי הנגבי (1957)           | Minister van Communicatie                          | 22 februari 2017 | 30 mei 2017      | Likoed                    |
|                                                    | Ayoob Kara         | Ayoob Kara איוב קרא (1955)                | Minister van Communicatie                          | 30 mei 2017      | 25 juni 2019     | Likoed                    |
|                                                    |                    |                                           | Minister van Communicatie                          | Vacant           |                  |                           |
|                                                    | Dudi Amsalem       | Dudi Amsalem דודי אמסלם (1955)            | Minister van Communicatie                          | 1 juli 2019      | 17 mei 2020      | Likoed                    |
|                                                    | David Azulai       | David Azulai דוד אזולאי (1954–2018)       | Minister van Religieuze Zaken                      | 14 mei 2015      | 30 oktober 2018  | Shas                      |
|                                                    | Aryeh Deri         | Aryeh Deri אריה דרעי (1959)               | Minister van Religieuze Zaken                      | 30 oktober 2018  | 31 december 2018 | Shas                      |
|                                                    | Itzhak Vaknin      | Itzhak Vaknin יצחק וקנין (1958)           | Minister van Religieuze Zaken                      | 31 december 2018 | 17 mei 2020      | Shas                      |
|                                                    | Avi Gabbay         | Avi Gabbay אָבִי גבאי (1967)                | Minister van Milieu                                | 14 mei 2015      | 31 mei 2016      | Kulanu                    |
|                                                    | Moshe Kahlon       | Moshe Kahlon מֹשֶׁה כַּחְלוֹן (1960)             | Minister van Milieu                                | 31 mei 2016      | 1 augustus 2016  | Kulanu                    |
|                                                    | Ze'ev Elkin        | Ze'ev Elkin זאב אלקין (1971)              | Minister van Milieu                                | 1 augustus 2016  | 17 mei 2020      | Likoed                    |
|                                                    | Yariv Levin        | Yariv Levin בִּנְיָמִין נְתַנְיָהוּ (1969)          | Minister van Toerisme                              | 14 mei 2015      | 17 mei 2020      | Likoed                    |
|                                                    | Miri Regev         | Tat Aluf Miri Regev מירי רגב (1965)       | Minister van Cultuur en Sport                      | 14 mei 2015      | 17 mei 2020      | Likoed                    |
|                                                    | Gila Gamliel       | Gila Gamliel גילה גמליאל (1974)           | Minister voor Sociale Gelijkheid en Seniorenzaken  | 14 mei 2015      | 17 mei 2020      | Likoed                    |
|                                                    | Benny Begin        | Benny Begin בני בֵּגִין (1943)               | Minister zonder portefeuille (Algemene Zaken)      | 14 mei 2015      | 1 juni 2015      | Likoed                    |
|                                                    | Ofir Akunis        | Ofir Akunis חיים כץ (1973)                | Minister zonder portefeuille (Sociale Zaken)       | 14 mei 2015      | 27 augustus 2015 | Likoed                    |

## Veiligheidskabinet
Binnen elke Israëlische regering bestaat er een veiligheidskabinet dat bij elkaar komt om het buitenlands- en defensiebeleid uit te stippelen. Hierbij moet worden gedacht aan het afstemmen van diplomatieke onderhandelingen en aan het nemen van snelle beslissingen bij crises, vooral als er oorlog(sdreiging) in het geding is.
Het veiligheidskabinet van het kabinet-Netanyahu IV bestaat wettelijk gezien uit:
- Premier - Benjamin Netanyahu (Likoed, tevens voorzitter)
- Minister van Buitenlandse zaken - idem
- Minister van Defensie – Avigdor Lieberman (tot 15 november 2018)
- Minister van Binnenlandse Veiligheid – Gilad Erdan (Likoed)
- Minister van Justitie – Ayelet Shaked (Het Joodse Huis)
- Minister van Financiën – Moshe Kahlon (Kulanu)

Daarenboven is het veiligheidskabinet met de volgende ministers aangevuld:
- Minister van Binnenlandse Zaken - Aryeh Deri (Shas)
- Minister van Vervoer, Inlichtingen en Atoomenergie - Yisrael Katz (Likoed)
- Minister van Onderwijs - Naftali Bennett (Het Joodse Huis)
- Minister van Immigratieopname - Sofa Landver (Jisrael Beeténoe)
- Minister van Woningbouw - Yoav Galant (Kulanu)